# Bidford-on-Avon
Bidford-on-Avon – wieś w Anglii, w hrabstwie Warwickshire, w dystrykcie Stratford-on-Avon. Leży 23 km na południowy zachód od miasta Warwick i 140 km na północny zachód od Londynu. W 2001 miejscowość liczyła 4830 mieszkańców.